# Kin (película)
Kin es una película estadounidense de acción y ciencia ficción de 2018, dirigida por Jonathan y Josh Baker y escrita por Daniel Casey, basada en el cortometraje de 2014 Bag Man. Está protagonizada por Jack Reynor, Myles Truitt, Zoë Kravitz, Carrie Coon, James Franco y Dennis Quaid. La película fue estrenada en Estados Unidos el 31 de agosto de 2018, por Lionsgate.

## Reparto
- Myles Truitt como Elijah “Eli” Solinski.[3]
- Jack Reynor como James “Jimmy” Solinski.
- Zoë Kravitz como Milly.
- Carrie Coon como Morgan Hunter.
- Dennis Quaid como Harold “Hal” Solinski.
- James Franco como Taylor Balik.
- Michael B. Jordan como Limpiador.

## Producción
El 30 de agosto de 2016 se anunció que Myles Truitt, Jack Reynor, James Franco, Zoë Kravitz y Dennis Quaid protagonizarían la película.
En septiembre de 2016, Lionsgate compró los derechos de película Kin por $30 millones de dólares en el Festival Internacional de Cine de Toronto. El rodaje comenzó el 24 de octubre de 2016 en Toronto.

## Estreno
La película fue estrenada en los Estados Unidos por Lionsgate el 31 de agosto de 2018.

## Recepción
Kin ha recibido reseñas negativas de parte de la crítica y mixtas de la audiencia. En el sitio web especializado Rotten Tomatoes, la película posee una aprobación de 35%, basada en 98 reseñas, con una calificación de 5.0/10 y un consenso crítico que dice: "En parte drama familiar, en parte aventura de ciencia ficción, Kin lucha por equilibrar su narrativa hasta que un giro tardío sugiere que todo podría haber funcionado mejor como el primer episodio de una serie de televisión." De parte de la audiencia tiene una aprobación de 53%, basada más de 500 votos, con una calificación de 3.4/5.
El sitio web Metacritic le ha dado a la película una puntuación de 35 de 100, basada en 20 reseñas, indicando "reseñas generalmente desfavorables". Las audiencias encuestadas por CinemaScore le han dado a la película una "B+" en una escala de A+ a F, mientras que en el sitio IMDb los usuarios le han dado una calificación de 5.8/10, sobre la base de 17 419 votos. En la página web FilmAffinity la película posee una calificación de 4.7/10, basada en 1387 votos.